# 久慈川
久慈川（日语：／）是日本福島縣與茨城縣的一級河川。為久慈川水系主流。河川總長527公里（主流124公里，支流403公里）。是日本知名的香魚釣場。

## 地理
久慈川源自於福島縣與茨城縣交界的八溝山北側斜面。曾與阿武隈川發生河川襲奪。從八溝山地與阿武隈高地之間往南流，經茨城縣大子町、常陸大宮市等至日立市與東海村交界處流入太平洋。

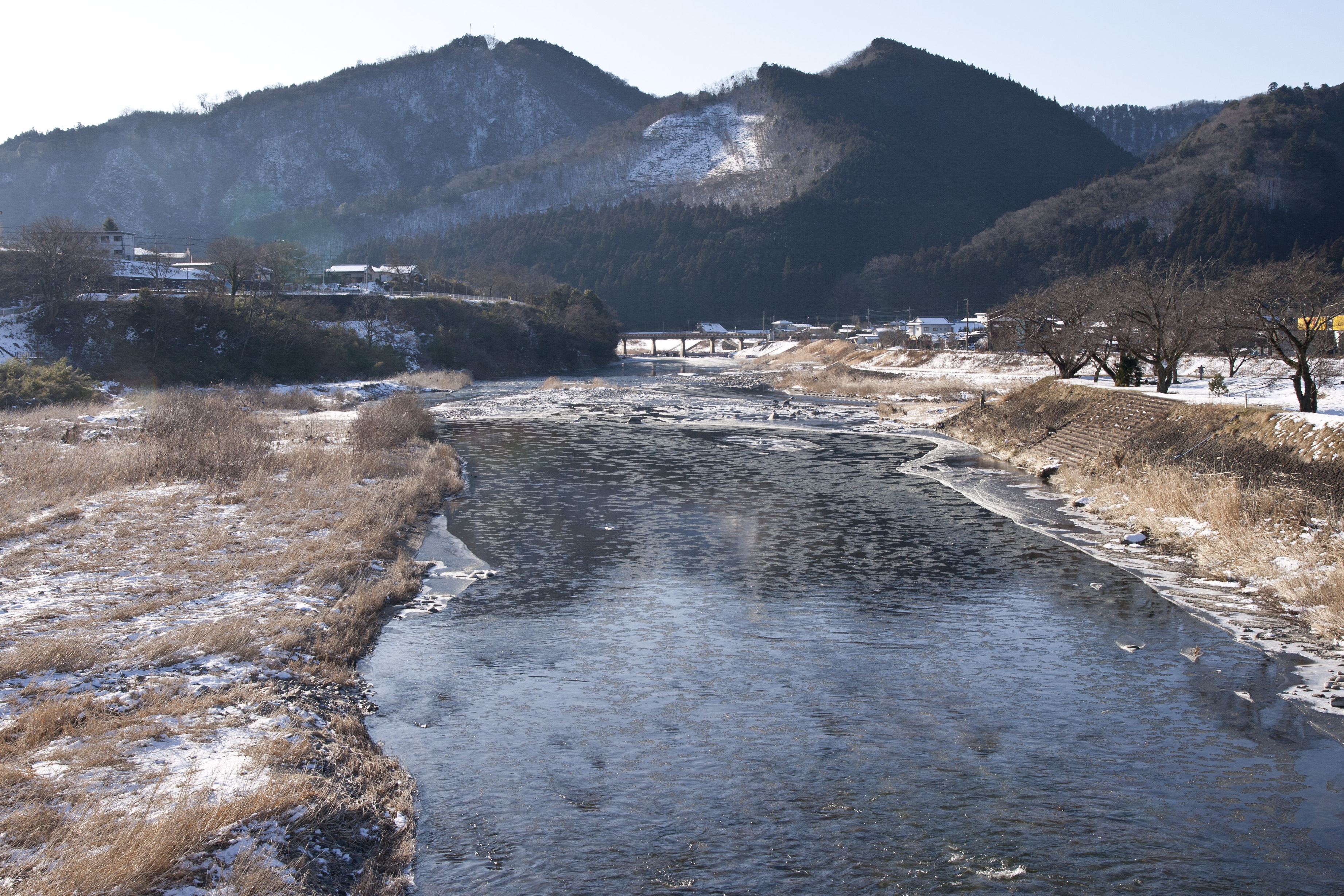
冬季的久慈川

## 流域自治體
福島縣
石川郡浅川町、東白川郡棚倉町、塙町、矢祭町、鮫川村
茨城縣
久慈郡大子町、常陸大宮市、常陸太田市、那珂市、日立市、那珂郡東海村
栃木縣
大田原市

## 名稱由來
河川名取自於流經的「久慈郡」。而地名「久慈」依據奈良時代的《常陸國風土記》，是由倭武天皇命名。

## 主要支流
- 里川、山田川、淺川、川上川、矢祭川、八溝川（日语：八溝川）、押川

## 圖片

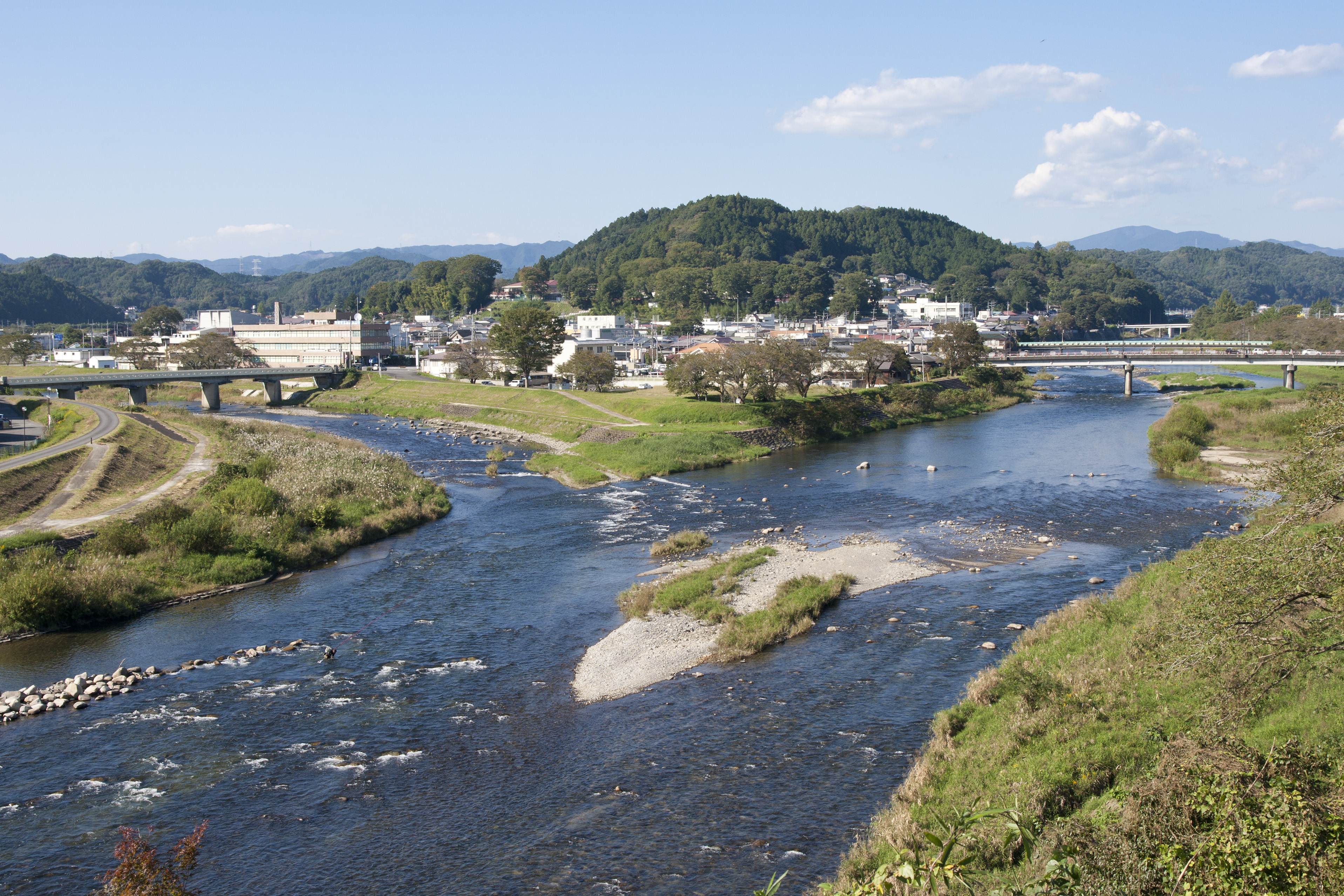
久慈川主游與押川（左）匯流處。
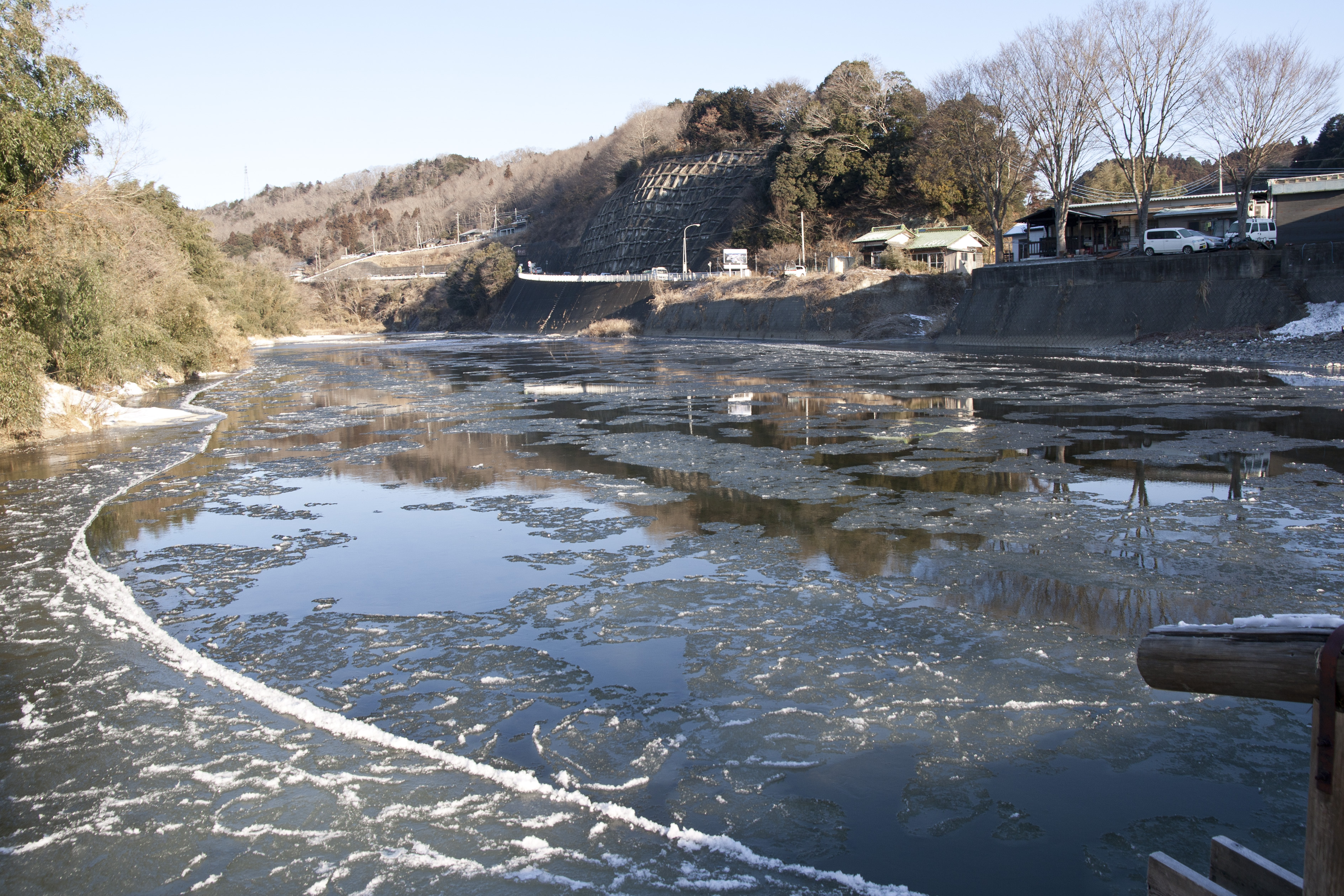
久慈川的凌汛。
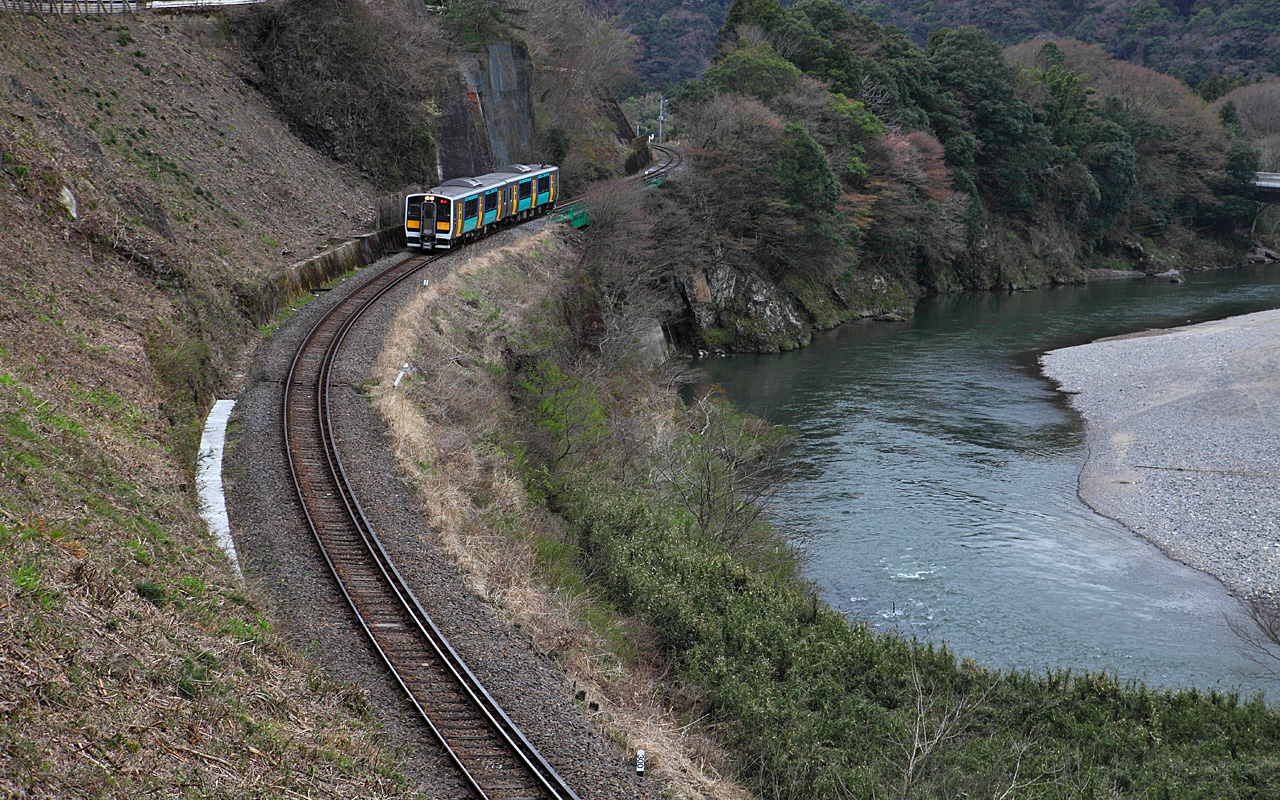
久慈川與水郡線

## 外部連結
- 「久慈川水系綜合情報網站　－　久慈川畔」 - 久慈川水系環境保全協議會 （页面存档备份，存于）